# Bolands
Bolands – miasto w Antigui i Barbudzie na wyspie Antigua. Populacja miasta wynosi 2186 mieszkańców (2013). Bolands jest stolicą Saint Mary.